# Sommer-Paralympics 2016/Teilnehmer (Großbritannien)
| stlisierte Goldmedaille | stlisierte Silbermedaille | stlisierte Bronzemedaille |
| ----------------------- | ------------------------- | ------------------------- |
| 64                      | 39                        | 44                        |

Das Vereinigte Königreich entsandte 100 Athletinnen und 151 Athleten zu den Paralympischen Sommerspielen 2016 in Rio de Janeiro, die in 19 Sportarten antraten. Fahnenträger für das Land bei der Eröffnungsfeier war der Reiter Lee Pearson. Mit insgesamt 147 Medaillen war das Vereinigte Königreich die zweiterfolgreichste Nation nach der Volksrepublik China.

## Medaillen

### Medaillenspiegel
| Rang   | Sportart            | Gold | Silber | Bronze | Gesamt |
| ------ | ------------------- | ---- | ------ | ------ | ------ |
| 1      | Schwimmen           | 16   | 16     | 15     | 47     |
| 2      | Leichtathletik      | 15   | 7      | 11     | 33     |
| 3      | Radsport (Bahn)     | 8    | 2      | 2      | 12     |
| 4      | Reiten              | 7    | 4      | 0      | 11     |
| 5      | Radsport (Straße)   | 4    | 1      | 4      | 9      |
| 6      | Bogenschießen       | 3    | 2      | 1      | 6      |
| 7      | Parakanu            | 3    | 0      | 2      | 5      |
| 8      | Rudern              | 3    | 0      | 1      | 4      |
| 9      | Tischtennis         | 2    | 0      | 1      | 3      |
| 10     | Rollstuhltennis     | 1    | 3      | 2      | 6      |
| 11     | Triathlon           | 1    | 2      | 1      | 4      |
| 12     | Boccia              | 1    | 0      | 0      | 1      |
| 13     | Powerlifting        | 0    | 1      | 1      | 2      |
| 14     | Rollstuhlfechten    | 0    | 1      | 0      | 1      |
| 15     | Segeln              | 0    | 0      | 2      | 2      |
| 16     | Rollstuhlbasketball | 0    | 0      | 1      | 1      |
| Gesamt | Gesamt              | 64   | 39     | 44     | 147    |

## Teilnehmer nach Sportart

### Boccia
| Mixed                                             |            |                  |      |   |   |               |               |               |               |               |               |    |
| David Smith                                       | Einzel BC1 | J. Nagy          | 13:0 | 2 | 2 | P. Tadtong    | 4*:4          | Yoo W.-j.     | 5:3           | D. Perez      | 5:0           |    |
| David Smith                                       | Einzel BC1 | Zhang Q.         | 4:2  | 2 | 2 | P. Tadtong    | 4*:4          | Yoo W.-j.     | 5:3           | D. Perez      | 5:0           |    |
| David Smith                                       | Einzel BC1 | A. Marques       | 3:9  | 2 | 2 | P. Tadtong    | 4*:4          | Yoo W.-j.     | 5:3           | D. Perez      | 5:0           |    |
| Josh Rowe                                         | Einzel BC2 | W. Saengampa     | 0:10 | 0 | 3 | ausgeschieden | ausgeschieden | ausgeschieden | ausgeschieden | ausgeschieden | ausgeschieden | 17 |
| Josh Rowe                                         | Einzel BC2 | C. Goncalves     | 2:7  | 0 | 3 | ausgeschieden | ausgeschieden | ausgeschieden | ausgeschieden | ausgeschieden | ausgeschieden | 17 |
| Nigel Murray                                      | Einzel BC2 | M. Martin Perez  | 2:8  | 0 | 3 | ausgeschieden | ausgeschieden | ausgeschieden | ausgeschieden | ausgeschieden | ausgeschieden | 17 |
| Nigel Murray                                      | Einzel BC2 | W. Vongsa        | 1:8  | 0 | 3 | ausgeschieden | ausgeschieden | ausgeschieden | ausgeschieden | ausgeschieden | ausgeschieden | 17 |
| Patrick Wilson                                    | Einzel BC3 | Mario Peixoto    | 4:2  | 2 | 1 | Kim H.-s.     | 3:4           | ausgeschieden | ausgeschieden | ausgeschieden | ausgeschieden | 5  |
| Patrick Wilson                                    | Einzel BC3 | K. Takahashi     | 5:3  | 2 | 1 | Kim H.-s.     | 3:4           | ausgeschieden | ausgeschieden | ausgeschieden | ausgeschieden | 5  |
| Scott McCowan                                     | Einzel BC3 | N. Mohammad Taha | 3:2  | 1 | 2 | ausgeschieden | ausgeschieden | ausgeschieden | ausgeschieden | ausgeschieden | ausgeschieden | 9  |
| Scott McCowan                                     | Einzel BC3 | Jeong H.-w.      | 1:7  | 1 | 2 | ausgeschieden | ausgeschieden | ausgeschieden | ausgeschieden | ausgeschieden | ausgeschieden | 9  |
| Jamie McCowan                                     | Einzel BC3 | G. Polychronidis | 1:9  | 0 | 3 | ausgeschieden | ausgeschieden | ausgeschieden | ausgeschieden | ausgeschieden | ausgeschieden | 17 |
| Jamie McCowan                                     | Einzel BC3 | D. Michel        | 2:3  | 0 | 3 | ausgeschieden | ausgeschieden | ausgeschieden | ausgeschieden | ausgeschieden | ausgeschieden | 17 |
| Stephen McGuire                                   | Einzel BC4 | P. Clara         | 4:3  | 2 | 1 | Leung Y. W.   | 2:4           | ausgeschieden | ausgeschieden | ausgeschieden | ausgeschieden | 5  |
| Stephen McGuire                                   | Einzel BC4 | Lau W. Y.        | 5:4  | 2 | 1 | Leung Y. W.   | 2:4           | ausgeschieden | ausgeschieden | ausgeschieden | ausgeschieden | 5  |
| Stephen McGuire                                   | Einzel BC4 | D. Jose Pinto    | 2:6  | 2 | 1 | Leung Y. W.   | 2:4           | ausgeschieden | ausgeschieden | ausgeschieden | ausgeschieden | 5  |
| Kieran Steer                                      | Einzel BC4 | E. dos Santos    | 0:10 | 0 | 4 | ausgeschieden | ausgeschieden | ausgeschieden | ausgeschieden | ausgeschieden | ausgeschieden | 13 |
| Kieran Steer                                      | Einzel BC4 | P. Larpyen       | 0:5  | 0 | 4 | ausgeschieden | ausgeschieden | ausgeschieden | ausgeschieden | ausgeschieden | ausgeschieden | 13 |
| Kieran Steer                                      | Einzel BC4 | . Andrejcik      | 3:9  | 0 | 4 | ausgeschieden | ausgeschieden | ausgeschieden | ausgeschieden | ausgeschieden | ausgeschieden | 13 |
| Scott McCowan Patrick Wilson Jamie McCowan        | Doppel BC3 | Portugal         | 3:4  | 1 | 4 | —             | —             | ausgeschieden | ausgeschieden | ausgeschieden | ausgeschieden | 7  |
| Scott McCowan Patrick Wilson Jamie McCowan        | Doppel BC3 | Griechenland     | 1:4  | 1 | 4 | —             | —             | ausgeschieden | ausgeschieden | ausgeschieden | ausgeschieden | 7  |
| Scott McCowan Patrick Wilson Jamie McCowan        | Doppel BC3 | Singapur         | 3:1  | 1 | 4 | —             | —             | ausgeschieden | ausgeschieden | ausgeschieden | ausgeschieden | 7  |
| Stephen McGuire Evie Edwards Kieran Steer         | Doppel BC4 | Slowakei         | 4:2  | 3 | 1 | —             | —             | Brasilien     | 2:4           | Thailand      | 2:3           | 4  |
| Stephen McGuire Evie Edwards Kieran Steer         | Doppel BC4 | Portugal         | 11:4 | 3 | 1 | —             | —             | Brasilien     | 2:4           | Thailand      | 2:3           | 4  |
| Stephen McGuire Evie Edwards Kieran Steer         | Doppel BC4 | Hongkong         | 2*:2 | 3 | 1 | —             | —             | Brasilien     | 2:4           | Thailand      | 2:3           | 4  |
| Nigel Murray David Smith Josh Rowe Claire Taggart | Team BC1/2 | Niederlande      | 11:2 | 1 | 2 | Thailand      | 0:11          | ausgeschieden | ausgeschieden | ausgeschieden | ausgeschieden | 5  |
| Nigel Murray David Smith Josh Rowe Claire Taggart | Team BC1/2 | Japan            | 4:10 | 1 | 2 | Thailand      | 0:11          | ausgeschieden | ausgeschieden | ausgeschieden | ausgeschieden | 5  |

### Bogenschießen
| Athleten                       | Wettbewerb    | Qualifikation | Qualifikation | 1. Runde          | 1. Runde | Achtelfinale      | Achtelfinale  | Viertelfinale  | Viertelfinale | Halbfinale    | Halbfinale    | Finale              | Finale        | Rang |
| Athleten                       | Wettbewerb    | Ringe         | Rang          | Gegner            | Ergebnis | Gegner            | Ergebnis      | Gegner         | Ergebnis      | Gegner        | Ergebnis      | Gegner              | Ergebnis      | Rang |
| ------------------------------ | ------------- | ------------- | ------------- | ----------------- | -------- | ----------------- | ------------- | -------------- | ------------- | ------------- | ------------- | ------------------- | ------------- | ---- |
| Männer                         |               |               |               |                   |          |                   |               |                |               |               |               |                     |               |      |
| Nathan Macqueen                | Compound Open | 681           | 5             | S. Anderson       | 144:129  | A. Shelby         | 133:138       | ausgeschieden  | ausgeschieden | ausgeschieden | ausgeschieden | ausgeschieden       | ausgeschieden | 9    |
| John Stubbs                    | Compound Open | 676           | 8             | M. Chailinfa      | 139:135  | J. Milne          | 129:137       | ausgeschieden  | ausgeschieden | ausgeschieden | ausgeschieden | ausgeschieden       | ausgeschieden | 9    |
| Mikey Hall                     | Compound Open | 662           | 18            | M. Imboden        | 141:139  | KJ Polish         | 139:133       | A. Simonelli   | 136:143       | ausgeschieden | ausgeschieden | ausgeschieden       | ausgeschieden | 5    |
| John Walker                    | W1            | 634           | 5             | —                 | —        | J.-P. Antonios    | 131:123       | N. Yenier      | 131:128       | U. Herter     | 135:131       | D. Drahoninsky      | 141:139       |      |
| John Cavanagh                  | W1            | 608           | 9             | —                 | —        | U. Herter         | 124:130       | ausgeschieden  | ausgeschieden | ausgeschieden | ausgeschieden | ausgeschieden       | ausgeschieden | 9    |
| David Phillips                 | Recurve Open  | 595           | 16            | F. Cordeiro       | 6:2      | E. Ranjbarkivaj   | 4:6           | ausgeschieden  | ausgeschieden | ausgeschieden | ausgeschieden | ausgeschieden       | ausgeschieden | 9    |
| Frauen                         |               |               |               |                   |          |                   |               |                |               |               |               |                     |               |      |
| Jodie Grinham                  | Compound Open | 643           | 10            | —                 | —        | E. Sarti          | 133:132       | S. Abbaspour   | 136:137       | ausgeschieden | ausgeschieden | ausgeschieden       | ausgeschieden | 5    |
| Jessica Stretton               | W1            | 634           | 1             | —                 | —        | —                 | —             | Sarka Musilova | 130:124       | V. Jenkins    | 141:131       | Jo Frith            | 137:124       |      |
| Jo Frith                       | W1            | 631           | 2             | —                 | —        | —                 | —             | L. Coryell     | 134:115       | Kim O.-g.     | 131:123       | J. Stretton         | 124:137       |      |
| Vicky Jenkins                  | W1            | 582           | 5             | —                 | —        | —                 | —             | Lu L.          | 130:128       | J. Stretton   | 131:141       | Kim O.-g.           | 125:124       |      |
| Tania Nadarajah                | Recurve Open  | 567           | 16            | O.-E. Buyanjargal | 2:6      | ausgeschieden     | ausgeschieden | ausgeschieden  | ausgeschieden | ausgeschieden | ausgeschieden | ausgeschieden       | ausgeschieden | 17   |
| Mixed                          |               |               |               |                   |          |                   |               |                |               |               |               |                     |               |      |
| Nathan Macqueen Jodie Grinham  | Compound Team | 1324          | 5             | —                 | —        | —                 | —             | Italien        | 150:149       | Südkorea      | 144:143       | Volksrepublik China | 143:151       |      |
| John Walker Jessica Stretton   | W1 Team       | 1268          | 1             | —                 | —        | —                 | —             | —              | —             | Tschechien    | 144:128       | Südkorea            | 139:129       |      |
| David Phillips Tania Nadarajah | Recurve Team  | 1162          | 8             | —                 | —        | Chinesisch Taipeh | 6:2           | Iran           | 4:5           | ausgeschieden | ausgeschieden | ausgeschieden       | ausgeschieden | 5    |

### 7er-Fußball
| Wettbewerb       | Männer |
| ---------------- | --- |
| Athleten         | Michael Barker Jonny Paterson David Leavy Emyle Rudder Giles Moore Jack Rutter James Blackwell Martin Hickman Matt Crossen Ollie Nugent Ryan Kay Sean Highdale Liam Irons David Porcher |
| Gruppenphase     | Brasilien (1:2) Ukraine (1:2) Irland (5:1) |
| Spiel um Platz 5 | Argentinien (2:1) |
| Rang             | 5 |

### Judo
| Athleten            | Wettbewerb         | 1. Runde    | 1. Runde | 1. Hoffnungsrunde | 1. Hoffnungsrunde | Viertelfinale  | Viertelfinale | 2. Hoffnungsrunde      | 2. Hoffnungsrunde | Halbfinale | Halbfinale | Kampf um Gold/Bronze | Kampf um Gold/Bronze | Rang |
| Athleten            | Wettbewerb         | Gegner      | Erg.     | Gegner            | Erg.              | Gegner         | Erg.          | Gegner                 | Erg.              | Gegner     | Erg.       | Gegner               | Erg.                 | Rang |
| ------------------- | ------------------ | ----------- | -------- | ----------------- | ----------------- | -------------- | ------------- | ---------------------- | ----------------- | ---------- | ---------- | -------------------- | -------------------- | ---- |
| Männer              |                    |             |          |                   |                   |                |               |                        |                   |            |            |                      |                      |      |
| Jonathan Drane      | Klasse bis 81 kg   | S. Khalilov | 0:03     | —                 | —                 | C. Jonard      | 002:0         | —                      | —                 | Lee J.-m.  | 0:100      | R. Safarov           | 0:102                | 5    |
| Samuel Ingram       | Klasse bis 90 kg   | —           | —        | —                 | —                 | J. Hierrezuelo | 001:100       | A. Cavalcante Da Silva | 100:0             | —          | —          | D. Crockett          | 0:002                | 5    |
| Christopher Skelley | Klasse bis 100 kg  | —           | —        | O. Upmann         | 100:0             | A. Tenorio     | 03:02         | I. Bolukbasi           | 01:02             | —          | —          | Y. Fernandez Sastre  | 0:003                | 5    |
| Jack Hodgson        | Klasse über 100 kg | —           | —        | D. Hayran         | 100:0             | K. Masaki      | 0:101         | Ilham Zakiyev          | 0:001             | —          | —          | ausgeschieden        | ausgeschieden        | 7    |
| Frauen              |                    |             |          |                   |                   |                |               |                        |                   |            |            |                      |                      |      |
| Natalie Greenhough  | Klasse bis 70 kg   | —           | —        | —                 | —                 | A. Martins     | 0:101         | L. Breskovic           | 0:101             | —          | —          | ausgeschieden        | ausgeschieden        | 7    |

### Leichtathletik
Laufen
| Athleten                                                 | Wettbewerb       | Vorlauf      | Vorlauf | Halbfinale | Halbfinale | Finale        | Finale        | Rang |
| Athleten                                                 | Wettbewerb       | Zeit         | Rang    | Zeit       | Rang       | Zeit          | Rang          | Rang |
| -------------------------------------------------------- | ---------------- | ------------ | ------- | ---------- | ---------- | ------------- | ------------- | ---- |
| Männer                                                   |                  |              |         |            |            |               |               |      |
| Toby Gold                                                | 100 m T33        | —            | —       | —          | —          | 17,84 s       | 2             |      |
| Andrew Small                                             | 100 m T33        | —            | —       | —          | —          | 17,96 s       | 3             |      |
| Daniel Bramall                                           | 100 m T33        | —            | —       | —          | —          | 18,16 s       | 4             | 4    |
| Ben Rowlings                                             | 100 m T34        | 17,30 s      | 5       | —          | —          | ausgeschieden | ausgeschieden | 9    |
| Jordan Howe                                              | 100 m T35        | DSQ          | DSQ     | —          | —          | ausgeschieden | ausgeschieden | DSQ  |
| Graeme Ballard                                           | 100 m T36        | —            | —       | —          | —          | 12,84 s       | 5             | 5    |
| Rhys Jones                                               | 100 m T37        | 11,77 s      | 4       | —          | —          | 11,94 s       | 6             | 6    |
| Richard Whitehead                                        | 100 m T42        | 12,38 s      | 2       | —          | —          | 12,32 s       | 2             |      |
| David Henson                                             | 100 m T42        | 13,23 s      | 5       | —          | —          | ausgeschieden | ausgeschieden | 12   |
| Jonnie Peacock                                           | 100 m T44        | 10,81 s      | 1       | —          | —          | 10,81 s       | 1             |      |
| Stephen Osborne                                          | 100 m T51        | —            | —       | —          | —          | 23,18 s       | 6             | 6    |
| Mickey Bushell                                           | 100 m T53        | 15,04 s      | 2       | —          | —          | 15,09 s       | 6             | 6    |
| Moatez Jomni                                             | 100 m T53        | 15,64 s      | 4       | —          | —          | ausgeschieden | ausgeschieden | 9    |
| Richard Chiassaro                                        | 100 m T54        | 14,83 s      | 3       | —          | —          | ausgeschieden | ausgeschieden | 10   |
| Jordan Howe                                              | 200 m T35        | 27,61 s      | 3       | —          | —          | 27,62 s       | 7             | 7    |
| Richard Whitehead                                        | 200 m T42        | 23,07 s      | 1       | —          | —          | 23,39 s       | 1             |      |
| David Henson                                             | 200 m T42        | 25,26 s      | 3       | —          | —          | 24,74 s       | 3             |      |
| Paul Blake                                               | 400 m T36        | —            | —       | —          | —          | 54,49 s       | 1             |      |
| Stephen Osborne                                          | 100 m T51        | —            | —       | —          | —          | 1:25,05 min   | 5             | 5    |
| Moatez Jomni                                             | 400 m T53        | 51,14 s      | 3       | —          | —          | 51,53 s       | 8             | 8    |
| Mickey Bushell                                           | 400 m T53        | 54,02 s      | 6       | —          | —          | ausgeschieden | ausgeschieden | 16   |
| Richard Chiassaro                                        | 400 m T54        | 46,98 s      | 2       | —          | —          | 47,17 s       | 4             | 4    |
| David Weir                                               | 400 m T54        | 46,65 s      | 1       | —          | —          | 47,30 s       | 5             | 5    |
| Isaac Towers                                             | 800 m T34        | 1:47,74 min  | 4       | —          | —          | 1:43,45 min   | 5             | 5    |
| Ben Rowlings                                             | 800 m T34        | 1:48,08 min  | 5       | —          | —          | ausgeschieden | ausgeschieden | 9    |
| Paul Blake                                               | 800 m T36        | —            | —       | —          | —          | 2:09,65 min   | 2             |      |
| Moatez Jomni                                             | 800 m T53        | 1:46,23 min  | 6       | —          | —          | ausgeschieden | ausgeschieden | 16   |
| Richard Chiassaro                                        | 800 m T54        | 1:39,33 min  | 5       | —          | —          | ausgeschieden | ausgeschieden | 18   |
| David Weir                                               | 800 m T54        | 1:37,30 min  | 1       | —          | —          | 1:35,20 min   | 6             | 6    |
| Steve Morris                                             | 1500 m T20       | —            | —       | —          | —          | 3:58,69 min   | 6             | 6    |
| David Weir                                               | 1500 m T54       | 3:06,28 min  | 2       | —          | —          | 3:01,08 min   | 4             | 4    |
| Derek Rae                                                | Marathon T46     | —            | —       | —          | —          | DNF           | DNF           | DNF  |
| Simon Lawson                                             | Marathon T54     | —            | —       | —          | —          | 1:32:15 h     | 14            | 14   |
| David Weir                                               | Marathon T54     | —            | —       | —          | —          | DNF           | DNF           | DNF  |
| David Weir Richard Chiassaro Nathan Maguire Moatez Jomni | 4 × 400 m T53/54 | 3:14,43 min  | 2       | —          | —          | ausgeschieden | ausgeschieden | 5    |
| Frauen                                                   |                  |              |         |            |            |               |               |      |
| Libby Clegg Guide: Chris Clarke                          | 100 m T11        | 12,17 s      | 1       | 11,91 s    | 1          | 11,96 s       | 1             |      |
| Hannah Cockroft                                          | 100 m T34        | —            | —       | —          | —          | 17,42 s       | 1             |      |
| Kare Adenegan                                            | 100 m T34        | —            | —       | —          | —          | 18,29 s       | 2             |      |
| Carly Tait                                               | 100 m T34        | —            | —       | —          | —          | 19,73 s       | 6             | 6    |
| Maria Lyle                                               | 100 m T35        | —            | —       | —          | —          | 14,41 s       | 3             |      |
| Georgina Hermitage                                       | 100 m T37        | 13,39 s      | 1       | —          | —          | 13,13 s       | 1             |      |
| Sophie Hahn                                              | 100 m T38        | 12,62 s      | 1       | —          | —          | 12,62 s       | 1             |      |
| Kadeena Cox                                              | 100 m T38        | 12,98 s      | 2       | —          | —          | 13,01 s       | 3             |      |
| Olivia Breen                                             | 100 m T38        | 13,35 s      | 4       | —          | —          | 13,41 s       | 7             | 7    |
| Julie Rogers                                             | 100 m T42        | 17,41 s      | 5       | —          | —          | ausgeschieden | ausgeschieden | 9    |
| Sophie Kamlish                                           | 100 m T44        | 12,93 s      | 1       | —          | —          | 13,16 s       | 4             | 4    |
| Laura Sugar                                              | 100 m T44        | 13,59 s      | 3       | —          | —          | 13,37 s       | 5             | 5    |
| Polly Maton                                              | 100 m T47        | 12,98 s      | 2       | —          | —          | 13,09 s       | 5             | 5    |
| Samantha Kinghorn                                        | 100 m T53        | 17,01 s      | 2       | —          | —          | 17,13 s       | 5             | 5    |
| Libby Clegg Guide: Chris Clarke                          | 200 m T11        | 25,90 s      | 1       | 25,24 s    | 1          | 24,51 s       | 1             |      |
| Maria Lyle                                               | 200 m T35        | —            | —       | —          | —          | 29,35 s       | 3             |      |
| Laura Sugar                                              | 200 m T44        | 28,04 s      | 3       | —          | —          | 28,31 s       | 5             | 5    |
| Hannah Cockroft                                          | 400 m T34        | —            | —       | —          | —          | 58,78 s       | 1             |      |
| Kare Adenegan                                            | 400 m T34        | —            | —       | —          | —          | 1:01,67 min   | 3             |      |
| Melissa Nicholls                                         | 400 m T34        | —            | —       | —          | —          | DNS           | DNS           | DNS  |
| Georgina Hermitage                                       | 400 m T37        | 1:03,44 min  | 1       | —          | —          | 1:00,53 min   | 1             |      |
| Kadeena Cox                                              | 400 m T38        | —            | —       | —          | —          | 1:00,71 min   | 1             |      |
| Samantha Kinghorn                                        | 400 m T53        | 56,76 s      | 4       | —          | —          | DSQ           | DSQ           | 8    |
| Hannah Cockroft                                          | 800 m T34        | —            | —       | —          | —          | 2:00,62 min   | 1             |      |
| Kare Adenegan                                            | 800 m T34        | —            | —       | —          | —          | 2:02,47 min   | 3             |      |
| Melissa Nicholls                                         | 800 m T34        | —            | —       | —          | —          | 2:13,59 min   | 5             | 5    |
| Samantha Kinghorn                                        | 800 m T53        | 1:48,89 min  | 3       | —          | —          | 1:49,51 min   | 6             | 6    |
| Jade Jones                                               | 800 m T54        | 1:53,61 min  | 4       | —          | —          | ausgeschieden | ausgeschieden | 9    |
| Jade Jones                                               | 1500 m T54       | 3:32,88 min  | 8       | —          | —          | ausgeschieden | ausgeschieden | 13   |
| Jade Jones                                               | 5000 m T54       | 12,17,83 min | 7       | —          | —          | ausgeschieden | ausgeschieden | 14   |
| Sophie Hahn Maria Lyle Georgina Hermitage Kadeena Cox    | 4 × 100 m T35-38 | —            | —       | —          | —          | 51,06 s       | 2             |      |

Springen und Werfen
| Athleten               | Wettbewerb      | Finale  | Finale | Rang |
| Athleten               | Wettbewerb      | Weite   | Rang   | Rang |
| ---------------------- | --------------- | ------- | ------ | ---- |
| Männer                 |                 |         |        |      |
| Jonathan Broom-Edwards | Hochsprung T44  | 2,10 m  | 2      |      |
| Dan Greaves            | Diskuswurf F44  | 59,57 m | 3      |      |
| Stephen Miller         | Keulenwurf F32  | 31,93 m | 3      |      |
| Kieran Tscherniawsky   | Kugelstoßen F33 | 8,49 m  | 5      | 5    |
| Sam Ruddock            | Kugelstoßen F35 | 12,70 m | 6      | 6    |
| Kyron Duke             | Kugelstoßen F41 | 11,41 m | 5      | 5    |
| Aled Davies            | Kugelstoßen F42 | 15,97 m | 1      |      |
| Kyron Duke             | Speerwurf F41   | 39,30 m | 6      | 6    |
| Frauen                 |                 |         |        |      |
| Olivia Breen           | Weitsprung T38  | 3,99 m  | 12     | 12   |
| Stef Reid              | Weitsprung T44  | 5,64 m  | 2      |      |
| Polly Maton            | Weitsprung T47  | 5,10 m  | 7      | 7    |
| Beverley Jones         | Diskuswurf F38  | 28,53 m | 5      | 5    |
| Holly Neill            | Diskuswurf F41  | 23,13 m | 8      | 8    |
| Joanna Butterfield     | Diskuswurf F52  | 9,40 m  | 5      | 5    |
| Gemma Prescott         | Keulenwurf F32  | 19,77 m | 3      |      |
| Abbie Hunnisett        | Keulenwurf F32  | 19,00 m | 4      | 4    |
| Joanna Butterfield     | Keulenwurf F51  | 22,81 m | 1      |      |
| Kylie Grimes           | Keulenwurf F51  | 18,75 m | 4      | 4    |
| Sabrina Fortune        | Kugelstoßen F20 | 12,94 m | 3      |      |
| Vanessa Williams       | Kugelstoßen F34 | 7,27 m  | 5      | 5    |
| Hollie Arnold          | Speerwurf F46   | 43,01 m | 1      |      |

### Kanu
| Athleten             | Wettbewerb | Vorlauf  | Vorlauf | Halbfinale | Halbfinale | Finale   | Finale | Rang   |
| Athleten             | Wettbewerb | Zeit     | Rang    | Zeit       | Rang       | Zeit     | Rang   | Rang   |
| -------------------- | ---------- | -------- | ------- | ---------- | ---------- | -------- | ------ | ------ |
| Männer               |            |          |         |            |            |          |        |        |
| Ian Marsden          | KL1 200 m  | 52,311 s | 1       | —          | —          | 51,220 s | 3      | Bronze |
| Nick Beighton        | KL2 200 m  | 45,970 s | 2       | —          | —          | 44,936 s | 3      | Bronze |
| Rob Oliver           | KL3 200 m  | 44,368 s | 3       | 42,852 s   | 1          | 42,410 s | 5      | 5      |
| Frauen               |            |          |         |            |            |          |        |        |
| Jeanette Chippington | KL1 200 m  | 58,676 s | 1       | —          | —          | 58,760 s | 1      | Gold   |
| Emma Wiggs           | KL2 200 m  | 54,519 s | 1       | —          | —          | 53,288 s | 1      | Gold   |
| Anne Dickins         | KL3 200 m  | 53,591 s | 1       | —          | —          | 51,348 s | 1      | Gold   |

### Powerlifting (Bankdrücken)
| Athleten      | Wettbewerb | Ergebnis | Rang   |
| ------------- | ---------- | -------- | ------ |
| Männer        |            |          |        |
| Ali Jawad     | bis 59 kg  | 190 kg   | Silber |
| Michael Yule  | bis 65 kg  | 180 kg   | 6      |
| Frauen        |            |          |        |
| Zoe Newson    | bis 45 kg  | 102 kg   | Bronze |
| Natalie Blake | bis 55 kg  | 93 kg    | 6      |

### Radsport

#### Straße
| Athleten                           | Wettbewerb            | Zeit         | Rang   |
| ---------------------------------- | --------------------- | ------------ | ------ |
| Männer                             |                       |              |        |
| Louis Rolfe                        | Einzelzeitfahren C2   | 29:12,16 min | 7      |
| Steve Bate Pilot: Adam Duggleby    | Einzelzeitfahren B    | 34:35,33 min | Gold   |
| Steve Bate Pilot: Adam Duggleby    | Straßenrennen B       | 2:27:03 h    | Bronze |
| James Ball Pilot: Craig MacLean    | Einzelzeitfahren B    | DNF          | DNF    |
| Neil Fachie Pilot: Pete Mitchell   | Straßenrennen B       | DNF          | DNF    |
| David Stone                        | Einzelzeitfahren T1-2 | 24:42,25 min | Bronze |
| David Stone                        | Straßenrennen T1-2    | 51:00 min    | Silber |
| Frauen                             |                       |              |        |
| Megan Giglia                       | Einzelzeitfahren C1-3 | 31:44,56 min | 6      |
| Megan Giglia                       | Straßenrennen C1-3    | 1:30:40 h    | 7      |
| Sarah Storey                       | Einzelzeitfahren C5   | 27:22,42 min | Gold   |
| Sarah Storey                       | Straßenrennen C4-5    | 2:15:42 h    | Gold   |
| Crystal Lane                       | Einzelzeitfahren C5   | 29:37,23 min | 4      |
| Crystal Lane                       | Straßenrennen C4-5    | 2:21:48 h    | Bronze |
| Kadeena Cox                        | Straßenrennen C4-5    | DNS          | DNS    |
| Lora Turnham Pilotin: Corrine Hall | Einzelzeitfahren B    | 39:33,81 min | Bronze |
| Lora Turnham Pilotin: Corrine Hall | Straßenrennen B       | 2:01:16 h    | 4      |
| Karen Darke                        | Einzelzeitfahren H1-3 | 33:44,93 min | Gold   |
| Karen Darke                        | Straßenrennen H1-4    | DNF          | DNF    |
| Hannah Dines                       | Einzelzeitfahren T1-2 | 28:51,20 min | 5      |
| Hannah Dines                       | Straßenrennen T1-2    | 1:09:03 h    | 5      |

#### Bahn
| Athleten                                     | Wettbewerb                    | Qualifikation | Qualifikation | Finals         | Finals       | Rang   |
| Athleten                                     | Wettbewerb                    | Zeit          | Rang          | Gegner         | Zeit         | Rang   |
| -------------------------------------------- | ----------------------------- | ------------- | ------------- | -------------- | ------------ | ------ |
| Männer                                       |                               |               |               |                |              |        |
| Steve Bate Pilot: Adam Duggleby              | 4000 m Einerverfolgung B      | 4:08,146 min  | 1             | V. ter Schure  | 4:10,294 min | Gold   |
| Neil Fachie Pilot: Pete Mitchell             | 1000 m Einzelzeitfahren B     | —             | —             | —              | 1:00,241 min | Silber |
| James Ball Pilot: Craig MacLean              | 1000 m Einzelzeitfahren B     | —             | —             | —              | 1:02,316 min | 5      |
| Louis Rolfe                                  | 3000 m Einerverfolgung C2     | 3:49,908 min  | 4             | A. Becerra     | 3:47,951 min | Bronze |
| Louis Rolfe                                  | 1000 m Einzelzeitfahren C1-C3 | —             | —             | —              | 1:10,582 min | 6      |
| Jody Cundy                                   | 1000 m Einzelzeitfahren C4-C5 | —             | —             | —              | 1:02,473 min | Gold   |
| Jon-Allan Butterworth                        | 1000 m Einzelzeitfahren C4-C5 | —             | —             | —              | 1:04,733 min | 4      |
| Frauen                                       |                               |               |               |                |              |        |
| Lora Turnham Pilotin: Corrine Hall           | 3000 m Einerverfolgung B      | 3:27,560 min  | 1             | E. Foy         | 3:28,050 min | Gold   |
| Sophie Thornhill                             | 3000 m Einerverfolgung B      | 3:32,509 min  | 3             | A. Cameron     | vorzeitig    | Bronze |
| Sophie Thornhill                             | 1000 m Einzelzeitfahren B     | —             | —             | —              | 1:06,283 min | Gold   |
| Megan Giglia                                 | 3000 m Einerverfolgung C1-3   | 4:03,544 min  | 1             | Jamie Whitmore | vorzeitig    | Gold   |
| Megan Giglia                                 | 500 m Einzelzeitfahren C1-3   | —             | —             | —              | 41,252 s     | 5      |
| Sarah Storey                                 | 3000 m Einerverfolgung C5     | 3:31,394 min  | 1             | C. Lane        | vorzeitig    | Gold   |
| Sarah Storey                                 | 500 m Einzelzeitfahren C4-5   | —             | —             | —              | 37,068 s     | 4      |
| Crystal Lane                                 | 3000 m Einerverfolgung C5     | 3:48,802 min  | 2             | S. Storey      | OVL          | Silber |
| Crystal Lane                                 | 500 m Einzelzeitfahren C4-5   | —             | —             | —              | 37,346 s     | 5      |
| Kadeena Cox                                  | 500 m Einzelzeitfahren C4-5   | —             | —             | —              | 34,598 s     | Gold   |
| Mixed                                        |                               |               |               |                |              |        |
| Jody Cundy Jon-Allan Butterworth Louis Rolfe | 750 m Teamsprint C1-5         | —             | —             | —              | 49,004 s     | Gold   |

### Reiten
| Athleten | Wettbewerb(e)            | Punkte/Prozent | Rang |
| --- | ------------------------ | -------------- | ---- |
| Sophie Christiansen mit Athene Lindebjerg                                                                                  | Individual Test-Grade Ia | 78,217 %       |      |
| Sophie Christiansen mit Athene Lindebjerg                                                                                  | Kür Grade Ia             | 79,700 %       |      |
| Anne Dunham mit Lucas Normark                                                                                              | Individual Test-Grade Ia | 78,348 %       |      |
| Anne Dunham mit Lucas Normark                                                                                              | Kür Grade Ia             | 76,050 %       |      |
| Lee Pearson mit Zion | Individual Test-Grade Ib | 74,103 %       |      |
| Lee Pearson mit Zion | Kür Grade Ib             | 77,400 %       |      |
| Natasha Baker mit Cabral                                                                                                   | Individual Test-Grade II | 73,400 %       |      |
| Natasha Baker mit Cabral                                                                                                   | Kür Grade II             | 77,850 %       |      |
| Sophie Wells mit Valerius                                                                                                  | Individual Test-Grade IV | 74,857 %       |      |
| Sophie Wells mit Valerius                                                                                                  | Kür Grade IV             | 76,150 %       |      |
| Natasha Baker mit Cabral Sophie Christiansen mit Athene Lindebjerg Anne Dunham mit Lucas Normark Sophie Wells mit Valerius | Mannschaft               | 453,306 %      |      |

### Rudern
| Athleten                                                             | Wettbewerb           | Vorlauf    | Vorlauf | Hoffnungslauf | Hoffnungslauf | Finale     | Finale | Rang   |
| Athleten                                                             | Wettbewerb           | Zeit (min) | Rang    | Zeit (min)    | Rang          | Zeit (min) | Rang   | Rang   |
| -------------------------------------------------------------------- | -------------------- | ---------- | ------- | ------------- | ------------- | ---------- | ------ | ------ |
| Männer                                                               |                      |            |         |               |               |            |        |        |
| Tom Aggar                                                            | Einer ASM1x          | 4:50,99    | 2       | 4:56,17       | 1             | 4:50,90    | 3      | Bronze |
| Frauen                                                               |                      |            |         |               |               |            |        |        |
| Rachel Morris                                                        | Einer ASM1x          | 5:32,15    | 1       | —             | —             | 5:13,69    | 1      | Gold   |
| Mixed                                                                |                      |            |         |               |               |            |        |        |
| Lauren Rowles Laurence Whiteley                                      | Doppelzweier Tamix2x | 3:52,16    | 1       | —             | —             | 3:55,28    | 1      | Gold   |
| Pamela Relph Daniel Brown Grace Clough James Fox Oliver James (Stm.) | Vierer Ltamix4       | 3:25,08    | 1       | —             | —             | 3:17,17    | 1      | Gold   |

### Rollstuhlbasketball
| Wettbewerb       | Männer | Frauen |
| ---------------- | --- | --- |
| Athleten         | Simon Brown Terry Bywater Gaz Choudhry Abdillah Jama Simon Munn Ade Orogbemi Ian Sagar Kyle Marsh Gregg Warburton Harry Brown Phil Pratt Lee Manning | Amy Conroy Helen Freeman Judith Hamer Clare Griffiths Laurie Williams Katie Morrow Robyn Love Jordanna Bartlett Leah Evans Sophie Carrigill Charlotte Moore Joy Haizelden |
| Gruppenphase     | Algerien (93:31) Iran (84:60) Brasilien (73:55) Deutschland (66:52) Vereinigte Staaten (48:65)                                                       | Kanada (36:43) Argentinien (79:20) Deutschland (50:45) Brasilien (63:32)                                                                                                  |
| Viertelfinale    | Australien (74:51) | Volksrepublik China (57:38) |
| Halbfinale       | Spanien (63:69) | Vereinigte Staaten (78:89) |
| Spiel um Platz 3 | Türkei (82:76) | Niederlande (34:76) |
| Rang             | Bronze | 4 |

### Rollstuhlfechten
| Männer         |                  |              |     |               |               |                  |               |               |               |   |
| Piers Gilliver | Degen Einzel A   | R. Citerne   | 5:0 | M. Betti      | 15:11         | Z. Al-Madhkhoori | 15:10         | Sun Gang      | 10:15         |   |
| Piers Gilliver | Degen Einzel A   | S. Colaco    | 5:0 | M. Betti      | 15:11         | Z. Al-Madhkhoori | 15:10         | Sun Gang      | 10:15         |   |
| Piers Gilliver | Degen Einzel A   | G. Mato      | 5:2 | M. Betti      | 15:11         | Z. Al-Madhkhoori | 15:10         | Sun Gang      | 10:15         |   |
| Piers Gilliver | Degen Einzel A   | D. Pender    | 5:4 | M. Betti      | 15:11         | Z. Al-Madhkhoori | 15:10         | Sun Gang      | 10:15         |   |
| Piers Gilliver | Degen Einzel A   | Tian J.      | 5:2 | M. Betti      | 15:11         | Z. Al-Madhkhoori | 15:10         | Sun Gang      | 10:15         |   |
| Dimitri Coutya | Degen Einzel B   | O. Naumenko  | 5:3 | A. Pranevich  | 13:15         | ausgeschieden    | ausgeschieden | ausgeschieden | ausgeschieden | 5 |
| Dimitri Coutya | Degen Einzel B   | A. Pranevich | 5:4 | A. Pranevich  | 13:15         | ausgeschieden    | ausgeschieden | ausgeschieden | ausgeschieden | 5 |
| Dimitri Coutya | Degen Einzel B   | Tam C. S.    | 5:2 | A. Pranevich  | 13:15         | ausgeschieden    | ausgeschieden | ausgeschieden | ausgeschieden | 5 |
| Dimitri Coutya | Degen Einzel B   | Y. Ifebe     | 4:5 | A. Pranevich  | 13:15         | ausgeschieden    | ausgeschieden | ausgeschieden | ausgeschieden | 5 |
| Piers Gilliver | Florett Einzel A | M. Nalewajek | 2:5 | ausgeschieden | ausgeschieden | ausgeschieden    | ausgeschieden | ausgeschieden | ausgeschieden | 9 |
| Piers Gilliver | Florett Einzel A | M. Betti     | 5:4 | ausgeschieden | ausgeschieden | ausgeschieden    | ausgeschieden | ausgeschieden | ausgeschieden | 9 |
| Piers Gilliver | Florett Einzel A | R. Osvath    | 1:5 | ausgeschieden | ausgeschieden | ausgeschieden    | ausgeschieden | ausgeschieden | ausgeschieden | 9 |
| Piers Gilliver | Florett Einzel A | Ye Ruyi      | 1:5 | ausgeschieden | ausgeschieden | ausgeschieden    | ausgeschieden | ausgeschieden | ausgeschieden | 9 |
| Piers Gilliver | Florett Einzel A | Cheong M. C. | 3:5 | ausgeschieden | ausgeschieden | ausgeschieden    | ausgeschieden | ausgeschieden | ausgeschieden | 9 |
| Dimitri Coutya | Florett Einzel B | A. Sarri     | 5:1 | Hu D.         | 12:15         | ausgeschieden    | ausgeschieden | ausgeschieden | ausgeschieden | 5 |
| Dimitri Coutya | Florett Einzel B | A. Datsko    | 4:5 | Hu D.         | 12:15         | ausgeschieden    | ausgeschieden | ausgeschieden | ausgeschieden | 5 |
| Dimitri Coutya | Florett Einzel B | M. Valet     | 5:0 | Hu D.         | 12:15         | ausgeschieden    | ausgeschieden | ausgeschieden | ausgeschieden | 5 |
| Dimitri Coutya | Florett Einzel B | Feng Y.      | 3:5 | Hu D.         | 12:15         | ausgeschieden    | ausgeschieden | ausgeschieden | ausgeschieden | 5 |
| Frauen         |                  |              |     |               |               |                  |               |               |               |   |
| Gemma Collis   | Degen Einzel A   | Z. Krajnyák  | 2:5 | Zou X.        | 2:15          | ausgeschieden    | ausgeschieden | ausgeschieden | ausgeschieden | 5 |
| Gemma Collis   | Degen Einzel A   | R. Burdon    | 5:2 | Zou X.        | 2:15          | ausgeschieden    | ausgeschieden | ausgeschieden | ausgeschieden | 5 |
| Gemma Collis   | Degen Einzel A   | Zou X.       | 0:5 | Zou X.        | 2:15          | ausgeschieden    | ausgeschieden | ausgeschieden | ausgeschieden | 5 |
| Gemma Collis   | Degen Einzel A   | L. Deluca    | 5:2 | Zou X.        | 2:15          | ausgeschieden    | ausgeschieden | ausgeschieden | ausgeschieden | 5 |
| Gemma Collis   | Degen Einzel A   | A. Halkina   | 4:5 | Zou X.        | 2:15          | ausgeschieden    | ausgeschieden | ausgeschieden | ausgeschieden | 5 |

### Rollstuhlrugby
| Wettbewerb       | Mixed |
| ---------------- | --- |
| Athleten         | Alan Ash Jonathan Coggan Bulbul Hussain Mike Kerr Mandip Sehmi Coral Batey Ayaz Bhuta Ryan Cowling Jim Roberts Chris Ryan Jamie Stead Gavin Walker |
| Gruppenphase     | Australien (51:53) Kanada (49:50) Brasilien (52:32)                                                                                                |
| Spiel um Platz 5 | Schweden (56:42) |
| Rang             | 5 |

### Rollstuhltennis
| Athleten                        | Wettbewerb | 1. Runde  | 1. Runde | 2. Runde        | 2. Runde | Achtelfinale              | Achtelfinale  | Viertelfinale               | Viertelfinale | Halbfinale                      | Halbfinale    | Finale / Platz 3          | Finale / Platz 3 | Rang |
| Athleten                        | Wettbewerb | Gegner    | Ergebnis | Gegner          | Ergebnis | Gegner                    | Ergebnis      | Gegner                      | Ergebnis      | Gegner                          | Ergebnis      | Gegner                    | Ergebnis         | Rang |
| ------------------------------- | ---------- | --------- | -------- | --------------- | -------- | ------------------------- | ------------- | --------------------------- | ------------- | ------------------------------- | ------------- | ------------------------- | ---------------- | ---- |
| Männer                          |            |           |          |                 |          |                           |               |                             |               |                                 |               |                           |                  |      |
| Alfie Hewett                    | Einzel     | A. Samah  | 6:0, 6:1 | U. Rajakaruna   | 6:1, 6:2 | N. Peifer                 | 7:6, 4:6, 6:3 | S. Olsson                   | 6:1, 2:6, 6:3 | J. Gerard                       | 7:5, 6:3      | G. Reid                   | 2:6, 1:6         |      |
| Marc McCarroll                  | Einzel     | F. Mazzei | 7:5, 6:3 | J. Gerard       | 1:6, 4:6 | ausgeschieden             | ausgeschieden | ausgeschieden               | ausgeschieden | ausgeschieden                   | ausgeschieden | ausgeschieden             | ausgeschieden    | 17   |
| David Phillipson                | Einzel     | P. Bedard | 6:0, 6:1 | S. Houdet       | 1:6, 2:6 | ausgeschieden             | ausgeschieden | ausgeschieden               | ausgeschieden | ausgeschieden                   | ausgeschieden | ausgeschieden             | ausgeschieden    | 17   |
| Gordon Reid                     | Einzel     | —         | —        | D. Wallin       | 6:1, 6:2 | F. Cattaneo               | 6:0,6:2       | G. Fernández                | 2:6, 7:6, 6:1 | S. Houdet                       | 7:5, 6:2      | A. Hewett                 | 6:2, 6:1         |      |
| Gordon Reid Alfie Hewett        | Doppel     | —         | —        | —               | —        | Südkorea Lee, Im          | 6:1, 6:2      | Spanien Caverzaschi, Puente | 6:2, 6:0      | Japan Kunieda, Saida            | 6:2, 6:4      | Frankreich Houdet, Peifer | 2:6, 6:4, 1:6    |      |
| Marc Mccarroll David Phillipson | Doppel     | —         | —        | China Dong, Wei | 6:4, 7:6 | Frankreich Houdet, Peifer | 0:6, 2:6      | ausgeschieden               | ausgeschieden | ausgeschieden                   | ausgeschieden | ausgeschieden             | ausgeschieden    | 9    |
| Frauen                          |            |           |          |                 |          |                           |               |                             |               |                                 |               |                           |                  |      |
| Louise Hunt                     | Einzel     | —         | —        | D. Mathewson    | 1:6, 4:6 | ausgeschieden             | ausgeschieden | ausgeschieden               | ausgeschieden | ausgeschieden                   | ausgeschieden | ausgeschieden             | ausgeschieden    | 17   |
| Lucy Shuker                     | Einzel     | —         | —        | F. Mardones     | 6:2, 6:0 | J. Griffioen              | 4:6, 1:6      | ausgeschieden               | ausgeschieden | ausgeschieden                   | ausgeschieden | ausgeschieden             | ausgeschieden    | 9    |
| Jordanne Whiley                 | Einzel     | —         | —        | Park J.-y.      | 6:1, 6:2 | N. Mayara                 | 6:4, 6:1      | D. de Groot                 | 3:6, 1:6      | ausgeschieden                   | ausgeschieden | ausgeschieden             | ausgeschieden    | 5    |
| Lucy Shuker Jordanne Whiley     | Doppel     | —         | —        | —               | —        | —                         | —             | Chile Mardones, Cabrillana  | 6:0, 6:0      | Niederlande Griffioen, van Koot | 3:6, 3:6      | Japan Kamiji, Nijo        | 6:3, 0:6, 6:1    |      |
| Quadriplegiker                  |            |           |          |                 |          |                           |               |                             |               |                                 |               |                           |                  |      |
| Jamie Burdekin                  | Einzel     | —         | —        | —               | —        | Y. Silva                  | 2:6, 6:2, 1:6 | ausgeschieden               | ausgeschieden | ausgeschieden                   | ausgeschieden | ausgeschieden             | ausgeschieden    | 9    |
| Antony Cotterill                | Einzel     | —         | —        | —               | —        | N. Taylor                 | 3:6, 6:7      | ausgeschieden               | ausgeschieden | ausgeschieden                   | ausgeschieden | ausgeschieden             | ausgeschieden    | 9    |
| Andy Lapthorne                  | Einzel     | —         | —        | —               | —        | A. Corradi                | 6:2, 6:3      | H. Davidson                 | 6:1, 6:2      | D. Wagner                       | 6:3, 2:6, 6:3 | D. Alcott                 | 3:6, 4:6         |      |
| Jamie Burdekin Andy Lapthorne   | Doppel     | —         | —        | —               | —        | —                         | —             | —                           | —             | Australien Alcott, Davidson     | 1:6, 2:6      | Israel Weinberg, Erenlib  | 3:6, 6:4, 7:6    |      |

### Segeln
| Mixed                                       |                        |      |   |        |
| Helena Lucas                                | Einer Kielboot 2.4mR   | 39,0 | 3 | Bronze |
| Niki Birrell Alexandra Rickham              | Zweier Kielboot Skud18 | 36,0 | 3 | Bronze |
| Stephen Thomas John Robertson Hannah Stodel | Dreier Kielboot Sonar  | 64,0 | 9 | 9      |

### Schießen
| Athleten         | Wettbewerb                  | Qualifikation   | Qualifikation | Finale          | Finale        | Rang |
| Athleten         | Wettbewerb                  | Ringe/ Scheiben | Rang          | Ringe/ Scheiben | Rang          | Rang |
| ---------------- | --------------------------- | --------------- | ------------- | --------------- | ------------- | ---- |
| Männer           |                             |                 |               |                 |               |      |
| Stewart Nangle   | 10 m Luftpistole SH1        | 562             | 4             | 112,5           | 6             | 6    |
| Owen Burke       | 10 m Luftgewehr stehend SH1 | 321,1           | 22            | ausgeschieden   | ausgeschieden | 22   |
| Frauen           |                             |                 |               |                 |               |      |
| Issy Bailey      | 10 m Luftpistole SH1        | 359             | 14            | ausgeschieden   | ausgeschieden | 14   |
| Karen Butler     | 10 m Luftgewehr stehend SH1 | 402,2           | 14            | ausgeschieden   | ausgeschieden | 14   |
| Lorraine Lambert | 10 m Luftgewehr stehend SH1 | 399,1           | 15            | ausgeschieden   | ausgeschieden | 15   |
| Karen Butler     | 50 m Dreistellungskampf SH1 | 544             | 15            | ausgeschieden   | ausgeschieden | 15   |
| Lorraine Lambert | 50 m Dreistellungskampf SH1 | 560             | 6             | 412,0           | 5             | 5    |
| Mixed            |                             |                 |               |                 |               |      |
| Stewart Nangle   | 25 m Sportpistole SH1       | 562             | 11            | ausgeschieden   | ausgeschieden | 11   |
| Stewart Nangle   | 50 m freie Pistole SH1      | 528             | 7             | 64,3            | 8             | 8    |
| Matt Skelhon     | 10 m Luftgewehr liegend SH1 | 632,1           | 11            | ausgeschieden   | ausgeschieden | 11   |
| Ben Jesson       | 10 m Luftgewehr liegend SH1 | 620,5           | 38            | ausgeschieden   | ausgeschieden | 38   |
| Owen Burke       | 10 m Luftgewehr liegend SH1 | 602,5           | 45            | ausgeschieden   | ausgeschieden | 45   |
| Ryan Cockbill    | 10 m Luftgewehr liegend SH2 | 633,3           | 9             | ausgeschieden   | ausgeschieden | 9    |
| Tim Jeffery      | 10 m Luftgewehr liegend SH2 | 633,1           | 10            | ausgeschieden   | ausgeschieden | 10   |
| James Bevis      | 10 m Luftgewehr liegend SH2 | 625,2           | 32            | ausgeschieden   | ausgeschieden | 32   |
| Ryan Cockbill    | 10 m Luftgewehr stehend SH2 | 629,9           | 9             | ausgeschieden   | ausgeschieden | 9    |
| Richard Davies   | 10 m Luftgewehr stehend SH2 | 629,6           | 11            | ausgeschieden   | ausgeschieden | 11   |
| James Bevis      | 10 m Luftgewehr stehend SH2 | 624,3           | 18            | ausgeschieden   | ausgeschieden | 18   |
| Matt Skelhon     | 50 m Gewehr liegend SH1     | 622,5           | 1             | 100,8           | 7             | 7    |
| Karen Butler     | 50 m Gewehr liegend SH1     | 604,9           | 33            | ausgeschieden   | ausgeschieden | 33   |
| Lorraine Lambert | 50 m Gewehr liegend SH1     | 605,3           | 31            | ausgeschieden   | ausgeschieden | 31   |

### Schwimmen
| Athleten                                                      | Wettbewerb               | Vorlauf     | Vorlauf | Finale        | Finale        | Rang   |
| Athleten                                                      | Wettbewerb               | Zeit        | Rang    | Zeit          | Rang          | Rang   |
| ------------------------------------------------------------- | ------------------------ | ----------- | ------- | ------------- | ------------- | ------ |
| Männer                                                        |                          |             |         |               |               |        |
| Andrew Mullen                                                 | 50 m Rücken S5           | 37,77 s     | 2       | 37,94 s       | 2             | Silber |
| Andrew Mullen                                                 | 50 m Schmetterling S5    | 38,19 s     | 4       | 36,32 s       | 4             | 4      |
| Andrew Mullen                                                 | 50 m Freistil S5         | 35,75 s     | 6       | 34,87 s       | 5             | 5      |
| Andrew Mullen                                                 | 100 m Freistil S5        | 1:19,58 min | 6       | 1:15,93 min   | 3             | Bronze |
| Andrew Mullen                                                 | 200 m Freistil S5        | 2:43,20 min | 3       | 2:40,65 min   | 3             | Bronze |
| Jonathan Fox                                                  | 100 m Rücken S7          | 1:11,37 min | 1       | 1:10,78 min   | 2             | Silber |
| Jonathan Fox                                                  | 50 m Freistil S7         | 29,77 s     | 5       | 29,52 s       | 6             | 6      |
| Jonathan Fox                                                  | 100 m Freistil S7        | 1:03,17 min | 1       | 1:03,91 min   | 5             | 5      |
| Jonathan Fox                                                  | 400 m Freistil S7        | 4:51,10 min | 1       | 4:49,00 min   | 2             | Silber |
| Oliver Hynd                                                   | 100 m Rücken S8          | 1:06,12 min | 3       | 1:04,46 min   | 2             | Silber |
| Oliver Hynd                                                   | 100 m Freistil S8        | 59,62 s     | 4       | 58,85 s       | 4             | 4      |
| Oliver Hynd                                                   | 400 m Freistil S8        | 4:31,90 min | 1       | 4:21,89 min   | 1             | Gold   |
| Oliver Hynd                                                   | 200 m Lagen SM8          | 2:25,48 min | 1       | 2:20,01 min   | 1             | Gold   |
| James Crisp                                                   | 100 m Rücken S9          | 1:05,00 min | 1       | 1:05,01 min   | 4             | 4      |
| James Crisp                                                   | 200 m Lagen SM9          | 2:22,72 min | 7       | 2:24,96 min   | 7             | 7      |
| Lewis White                                                   | 100 m Rücken S9          | 1:09,86 min | 13      | ausgeschieden | ausgeschieden | 13     |
| Lewis White                                                   | 100 m Freistil S9        | 58,51 s     | 11      | ausgeschieden | ausgeschieden | 11     |
| Lewis White                                                   | 400 m Freistil S9        | 4:22,63 min | 3       | 4:21,38 min   | 3             | Bronze |
| Stephen Clegg                                                 | 100 m Rücken S12         | 1:03,11 min | 5       | 1:02,06 min   | 5             | 5      |
| Stephen Clegg                                                 | 50 m Freistil S12        | 25,78 s     | 12      | ausgeschieden | ausgeschieden | 12     |
| Stephen Clegg                                                 | 100 m Freistil S13       | 55,85 s     | 12      | ausgeschieden | ausgeschieden | 12     |
| Stephen Clegg                                                 | 400 m Freistil S13       | 4:23,07 min | 9       | ausgeschieden | ausgeschieden | 9      |
| Aaron Moores                                                  | 100 m Rücken S14         | 1:07,36 min | 10      | ausgeschieden | ausgeschieden | 10     |
| Aaron Moores                                                  | 100 m Brust SB14         | 1:07,25 min | 2       | 1:06,67 min   | 1             | Gold   |
| Scott Quin                                                    | 100 m Brust SB14         | 1:06,65 min | 1       | 1:06,70 min   | 2             | Silber |
| Sascha Kindred                                                | 50 m Schmetterling S6    | 32,76 s     | 5       | 32,91 s       | 6             | 6      |
| Sascha Kindred                                                | 50 m Freistil S6         | 33,07 s     | 12      | ausgeschieden | ausgeschieden | 12     |
| Sascha Kindred                                                | 200 m Lagen SM6          | 2:43,75 min | 3       | 2:38,47 min   | 1             | Silber |
| Michael Jones                                                 | 50 m Freistil S7         | 30,67 s     | 8       | 29,82 s       | 7             | 7      |
| Michael Jones                                                 | 100 m Freistil S7        | 1:06,06 min | 6       | 1:04,69 min   | 6             | 6      |
| Michael Jones                                                 | 400 m Freistil S7        | 4:58,50 min | 3       | 4:45,78 min   | 1             | Gold   |
| Josef Craig                                                   | 50 m Freistil S8         | 27,36 s     | 5       | 27,27 s       | 6             | 6      |
| Josef Craig                                                   | 100 m Freistil S8        | 58,73 s     | 1       | 58,19 s       | 3             | Bronze |
| Josef Craig                                                   | 400 m Freistil S8        | 4:41,93 min | 7       | 4:39,06 min   | 6             | 6      |
| Ryan Crouch                                                   | 50 m Freistil S9         | 26,54 s     | 7       | 26,76 s       | 8             | 8      |
| Ryan Crouch                                                   | 100 m Freistil S9        | 58,65 s     | 13      | ausgeschieden | ausgeschieden | 13     |
| Matthew Wylie                                                 | 50 m Freistil S9         | 25,99 s     | 1       | 25,95 s       | 1             | Gold   |
| Matthew Wylie                                                 | 100 m Freistil S9        | 59,32 s     | 16      | ausgeschieden | ausgeschieden | 16     |
| Thomas Hamer                                                  | 200 m Freistil S14       | 1:57,31 min | 2       | 1:56,58 min   | 2             | Silber |
| Thomas Hamer                                                  | 200 m Lagen SM14         | 2:16,28 min | 3       | 2:12,88 min   | 2             | Silber |
| Jonathan Booth                                                | 400 m Freistil S9        | 4:24,86 min | 6       | 4:24,02 min   | 5             | 5      |
| Matthew Wylie Josef Craig Oliver Hynd Lewis White             | 4 × 100 m Freistil 34 pt | —           | —       | 3:51,54 min   | 4             | 4      |
| Frauen                                                        |                          |             |         |               |               |        |
| Stephanie Millward                                            | 100 m Rücken S8          | 1:13,75 min | 1       | 1:13,02 min   | 1             | Gold   |
| Stephanie Millward                                            | 50 m Freistil S8         | 30,82 s     | 1       | 30,73 s       | 5             | 5      |
| Stephanie Millward                                            | 100 m Freistil S8        | 1:08,24 min | 4       | 1:05,16 min   | 3             | Bronze |
| Stephanie Millward                                            | 400 m Freistil S8        | 4:59,95 min | 3       | 4:49,49 min   | 3             | Bronze |
| Stephanie Millward                                            | 200 m Lagen SM8          | 2:45,91 min | 2       | 2:43,03 min   | 2             | Silber |
| Stephanie Slater                                              | 100 m Rücken S8          | 1:20,17 min | 4       | 1:19,42 min   | 5             | 5      |
| Stephanie Slater                                              | 100 m Schmetterling S8   | 1:16,32 min | 5       | 1:10,32 min   | 2             | Silber |
| Stephanie Slater                                              | 50 m Freistil S8         | 31,17 s     | 5       | 30,54 s       | 4             | 4      |
| Amy Marren                                                    | 100 m Rücken S9          | 1:14,06 min | 4       | 1:14,58 min   | 6             | 6      |
| Amy Marren                                                    | 50 m Freistil S9         | 30,80 s     | 12      | ausgeschieden | ausgeschieden | 12     |
| Amy Marren                                                    | 100 m Freistil S9        | 1:05,63 min | 10      | ausgeschieden | ausgeschieden | 10     |
| Amy Marren                                                    | 400 m Freistil S9        | 4:54,44 min | 2       | 4:55,38 min   | 5             | 5      |
| Amy Marren                                                    | 200 m Lagen SM9          | 2:37,01 min | 1       | 2:36,26 min   | 3             | Bronze |
| Alice Tai                                                     | 100 m Rücken S10         | 1:09,64 min | 3       | 1:09,39 min   | 3             | Bronze |
| Alice Tai                                                     | 100 m Schmetterling S10  | 1:12,98 min | 8       | 1:11,92 min   | 7             | 7      |
| Alice Tai                                                     | 100 m Freistil S10       | 1:04,32 min | 11      | ausgeschieden | ausgeschieden | 11     |
| Hannah Russell                                                | 100 m Rücken S12         | —           | —       | 1:06,06 min   | 1             | Gold   |
| Hannah Russell                                                | 50 m Freistil S12        | 27,79 s     | 1       | 27,53 s       | 1             | Gold   |
| Hannah Russell                                                | 100 m Freistil S13       | 59,99 min   | 1       | 1:00,07 min   | 3             | Bronze |
| Abby Kane                                                     | 100 m Rücken S13         | 1:09,09 min | 1       | 1:09,30 min   | 2             | Silber |
| Abby Kane                                                     | 50 m Freistil S13        | 29,98 s     | 17      | ausgeschieden | ausgeschieden | 17     |
| Abby Kane                                                     | 400 m Freistil S13       | 4:52,35 min | 7       | 4:49,27 min   | 6             | 6      |
| Bethany Firth                                                 | 100 m Rücken S14         | 1:04,53 min | 1       | 1:04,05 min   | 1             | Gold   |
| Bethany Firth                                                 | 100 m Brust SB14         | 1:18,19 min | 3       | 1:12,89 min   | 2             | Silber |
| Bethany Firth                                                 | 200 m Freistil S14       | 2:05,96 min | 1       | 2:03,30 min   | 1             | Gold   |
| Bethany Firth                                                 | 200 m Lagen SM14         | 2:23,78 min | 1       | 2:19,55 min   | 1             | Gold   |
| Jessica-Jane Applegate                                        | 100 m Rücken S14         | 1:08,41 min | 3       | 1:08,67 min   | 3             | Bronze |
| Jessica-Jane Applegate                                        | 100 m Brust SB14         | 1:26,56 min | 9       | ausgeschieden | ausgeschieden | 9      |
| Jessica-Jane Applegate                                        | 200 m Freistil S14       | 2:07,95 min | 2       | 2:06,92 min   | 2             | Silber |
| Jessica-Jane Applegate                                        | 200 m Lagen SM14         | 2:30,11 min | 2       | 2:27,58 min   | 2             | Silber |
| Charlotte Henshaw                                             | 100 m Brust SB6          | 1:38,11 min | 2       | 1:37,79 min   | 3             | Bronze |
| Eleanor Simmonds                                              | 100 m Brust SB6          | 1:43,49 min | 5       | 1:39,46 min   | 4             | 4      |
| Eleanor Simmonds                                              | 50 m Freistil S6         | 36,44 s     | 6       | 35,54 s       | 6             | 6      |
| Eleanor Simmonds                                              | 100 m Freistil S6        | 1:16,39 min | 3       | 1:15,77 min   | 5             | 5      |
| Eleanor Simmonds                                              | 400 m Freistil S6        | 5:37,75 min | 3       | 5:24,87 min   | 3             | Bronze |
| Eleanor Simmonds                                              | 200 m Lagen SM6          | 3:02,40 min | 1       | 2:59,81 min   | 1             | Gold   |
| Claire Cashmore                                               | 100 m Brust SB8          | 1:25,91 min | 4       | 1:20,60 min   | 2             | Silber |
| Claire Cashmore                                               | 100 m Schmetterling S9   | 1:09,77 min | 2       | 1:09,46 min   | 5             | 5      |
| Claire Cashmore                                               | 200 m Lagen SM9          | 2:39,68 min | 8       | 2:38,34 min   | 8             | 8      |
| Harriet Lee                                                   | 100 m Brust SB9          | 1:21,97 min | 7       | 1:16,87 min   | 2             | Silber |
| Harriet Lee                                                   | 200 m Lagen SM10         | 2:35,90 min | 4       | 2:34,81 min   | 7             | 7      |
| Rebecca Redfern                                               | 100 m Brust SB13         | 1:17,08 min | 1       | 1:13,81 min   | 2             | Silber |
| Eleanor Robinson                                              | 50 m Schmetterling S6    | 36,62 s     | 1       | 35,58 s       | 1             | Gold   |
| Eleanor Robinson                                              | 50 m Freistil S6         | 34,99 s     | 3       | 35,24 s       | 4             | 4      |
| Eleanor Robinson                                              | 100 m Freistil S6        | 1:16,76 min | 4       | 1:14,43 min   | 3             | Bronze |
| Eleanor Robinson                                              | 400 m Freistil S6        | 5:41,04 min | 4       | 5:27,53 min   | 4             | 4      |
| Susannah Rodgers                                              | 50 m Schmetterling S7    | 36,02 s     | 2       | 35,07 s       | 1             | Gold   |
| Susannah Rodgers                                              | 50 m Freistil S7         | 34,42 s     | 4       | 33,26 s       | 3             | Bronze |
| Susannah Rodgers                                              | 100 m Freistil S7        | 1:13,96 min | 4       | 1:12,92 min   | 4             | 4      |
| Susannah Rodgers                                              | 400 m Freistil S7        | —           | —       | 5:23,17 min   | 3             | Bronze |
| Stephanie Millward Susannah Rodgers Amy Marren Alice Tai      | 4 × 100 m Freistil 34 pt | —           | —       | 4:26,95 min   | 4             | 4      |
| Claire Cashmore Stephanie Millward Alice Tai Stephanie Slater | 4 × 100 m Lagen 34 pt    | —           | —       | 4:45,23 min   | 1             | Gold   |

### Triathlon
| Athleten         | Klasse | Zeit      | Rang   |
| ---------------- | ------ | --------- | ------ |
| Männer           |        |           |        |
| Joseph Townsend  | PT1    | 1:04:43 h | 6      |
| Phil Hogg        | PT1    | 1:08:20 h | 8      |
| Andrew Lewis     | PT2    | 1:11:49 h | Gold   |
| Ryan Taylor      | PT2    | 1:14:20 h | 6      |
| George Peasgood  | PT4    | 1:06:08 h | 7      |
| David Hill       | PT4    | 1:08:38 h | 10     |
| Frauen           |        |           |        |
| Lauren Steadman  | PT4    | 1:11:43 h | Silber |
| Faye McClelland  | PT4    | 1:15:08 h | 4      |
| Clare Cunningham | PT4    | 1:19:02 h | 7      |
| Alison Patrick   | PT5    | 1:13:20 h | Silber |
| Melissa Reid     | PT5    | 1:14:07 h | Bronze |

### Tischtennis
| Athleten                                  | Wettbewerb       | Gruppenphase      | Gruppenphase | Achtelfinale    | Achtelfinale  | Viertelfinale       | Viertelfinale | Halbfinale        | Halbfinale    | Finale              | Finale        | Rang |
| Athleten                                  | Wettbewerb       | Gegner            | Erg.         | Gegner          | Erg.          | Gegner              | Erg.          | Gegner            | Erg.          | Gegner              | Erg.          | Rang |
| ----------------------------------------- | ---------------- | ----------------- | ------------ | --------------- | ------------- | ------------------- | ------------- | ----------------- | ------------- | ------------------- | ------------- | ---- |
| Männer                                    |                  |                   |              |                 |               |                     |               |                   |               |                     |               |      |
| Robert Davies                             | Einzel C1        | S. Keller         | 3:2          | —               | —             | J.-F. Ducay         | 3:0           | E. Major          | 3:1           | Joo Y.-d.           | 3:1           |      |
| Robert Davies                             | Einzel C1        | A. Borgato        | 3:2          | —               | —             | J.-F. Ducay         | 3:0           | E. Major          | 3:1           | Joo Y.-d.           | 3:1           |      |
| Paul Davies                               | Einzel C1        | Lee C.-h.         | 1:3          | —               | —             | Nam K.              | 0:3           | ausgeschieden     | ausgeschieden | ausgeschieden       | ausgeschieden | 5    |
| Paul Davies                               | Einzel C1        | A. Lima           | 3:2          | —               | —             | Nam K.              | 0:3           | ausgeschieden     | ausgeschieden | ausgeschieden       | ausgeschieden | 5    |
| Jack Hunter-Spivey                        | Einzel C5        | V. Baus           | 0:3          | ausgeschieden   | ausgeschieden | ausgeschieden       | ausgeschieden | ausgeschieden     | ausgeschieden | ausgeschieden       | ausgeschieden | 11   |
| Jack Hunter-Spivey                        | Einzel C5        | C. Segatto        | 2:3          | ausgeschieden   | ausgeschieden | ausgeschieden       | ausgeschieden | ausgeschieden     | ausgeschieden | ausgeschieden       | ausgeschieden | 11   |
| David Wetherill                           | Einzel C6        | I. Hamadtou       | 3:0          | M. Pino         | 3:1           | A.Valera            | 2:3           | ausgeschieden     | ausgeschieden | ausgeschieden       | ausgeschieden | 5    |
| David Wetherill                           | Einzel C6        | T. Rau            | 0:3          | M. Pino         | 3:1           | A.Valera            | 2:3           | ausgeschieden     | ausgeschieden | ausgeschieden       | ausgeschieden | 5    |
| Paul Karabardak                           | Einzel C6        | Park H.-k.        | 2:3          | ausgeschieden   | ausgeschieden | ausgeschieden       | ausgeschieden | ausgeschieden     | ausgeschieden | ausgeschieden       | ausgeschieden | 11   |
| Paul Karabardak                           | Einzel C6        | M. Pino           | 2:3          | ausgeschieden   | ausgeschieden | ausgeschieden       | ausgeschieden | ausgeschieden     | ausgeschieden | ausgeschieden       | ausgeschieden | 11   |
| William Bayley                            | Einzel C7        | I. Pereira Stroh  | 1:3          | —               | —             | S. Youssef          | 3:0           | J. Morales        | 3:1           | I. Pereira Stroh    | 3:1           |      |
| William Bayley                            | Einzel C7        | Liao K.           | 0:3          | —               | —             | S. Youssef          | 3:0           | J. Morales        | 3:1           | I. Pereira Stroh    | 3:1           |      |
| Aaron Mckibbin                            | Einzel C8        | T. Bouvais        | 1:3          | —               | —             | A. Csonka           | 0:3           | ausgeschieden     | ausgeschieden | ausgeschieden       | ausgeschieden | 5    |
| Aaron Mckibbin                            | Einzel C8        | M. Ledoux         | 3:1          | —               | —             | A. Csonka           | 0:3           | ausgeschieden     | ausgeschieden | ausgeschieden       | ausgeschieden | 5    |
| Ross Wilson                               | Einzel C8        | E. Andersson      | 2:3          | ausgeschieden   | ausgeschieden | ausgeschieden       | ausgeschieden | ausgeschieden     | ausgeschieden | ausgeschieden       | ausgeschieden | 13   |
| Ross Wilson                               | Einzel C8        | M. Skrzynecki     | 1:3          | ausgeschieden   | ausgeschieden | ausgeschieden       | ausgeschieden | ausgeschieden     | ausgeschieden | ausgeschieden       | ausgeschieden | 13   |
| Ashley Facey Thompson                     | Einzel C9        | J. Perez Gonzalez | 0:3          | ausgeschieden   | ausgeschieden | ausgeschieden       | ausgeschieden | ausgeschieden     | ausgeschieden | ausgeschieden       | ausgeschieden | 13   |
| Ashley Facey Thompson                     | Einzel C9        | S. Fraczyk        | 0:3          | ausgeschieden   | ausgeschieden | ausgeschieden       | ausgeschieden | ausgeschieden     | ausgeschieden | ausgeschieden       | ausgeschieden | 13   |
| Kim Daybell                               | Einzel C10       | D. Jacobs         | 3:2          | —               | —             | Lian H.             | 1:3           | ausgeschieden     | ausgeschieden | ausgeschieden       | ausgeschieden | 5    |
| Kim Daybell                               | Einzel C10       | B. Hergelink      | 3:2          | —               | —             | Lian H.             | 1:3           | ausgeschieden     | ausgeschieden | ausgeschieden       | ausgeschieden | 5    |
| Robert Davies Paul Davies                 | Mannschaft C1-2  | —                 | —            | —               | —             | Brasilien           | 0:2           | ausgeschieden     | ausgeschieden | ausgeschieden       | ausgeschieden | 5    |
| William Bayley Aaron Mckibbin Ross Wilson | Mannschaft C6-8  | —                 | —            | Belgien         | 2:0           | Spanien             | 2:1           | Ukraine           | 0:2           | Volksrepublik China | 2:1           |      |
| Kim Daybell Ashley Facey Thompson         | Mannschaft C9-10 | —                 | —            | Italien         | 2:0           | Volksrepublik China | 0:2           | ausgeschieden     | ausgeschieden | ausgeschieden       | ausgeschieden | 5    |
| Frauen                                    |                  |                   |              |                 |               |                     |               |                   |               |                     |               |      |
| Sara Head                                 | Einzel C3        | A.-C. Ahlquist    | 0:3          | H. Dretar Karic | 3:0           | Li Q.               | 0:3           | ausgeschieden     | ausgeschieden | ausgeschieden       | ausgeschieden | 5    |
| Sara Head                                 | Einzel C3        | E. Sigala         | 3:2          | H. Dretar Karic | 3:0           | Li Q.               | 0:3           | ausgeschieden     | ausgeschieden | ausgeschieden       | ausgeschieden | 5    |
| Lara Jane Campbell                        | Einzel C3        | Li Q.             | 0:3          | ausgeschieden   | ausgeschieden | ausgeschieden       | ausgeschieden | ausgeschieden     | ausgeschieden | ausgeschieden       | ausgeschieden | 13   |
| Lara Jane Campbell                        | Einzel C3        | H. Duman          | 2:3          | ausgeschieden   | ausgeschieden | ausgeschieden       | ausgeschieden | ausgeschieden     | ausgeschieden | ausgeschieden       | ausgeschieden | 13   |
| Sue Gilroy                                | Einzel C4        | Zhang M.          | 0:3          | —               | —             | S. Mikolaschek      | 3:2           | B. Peric-Rankovic | 0:3           | N. Matic            | 2:3           | 4    |
| Sue Gilroy                                | Einzel C4        | Lu Pi-Chu         | 3:2          | —               | —             | S. Mikolaschek      | 3:2           | B. Peric-Rankovic | 0:3           | N. Matic            | 2:3           | 4    |
| Sara Head Lara Jane Campbell              | Mannschaft C1-3  | —                 | —            | —               | —             | Italien             | 1:2           | ausgeschieden     | ausgeschieden | ausgeschieden       | ausgeschieden | 5    |